# Wildon

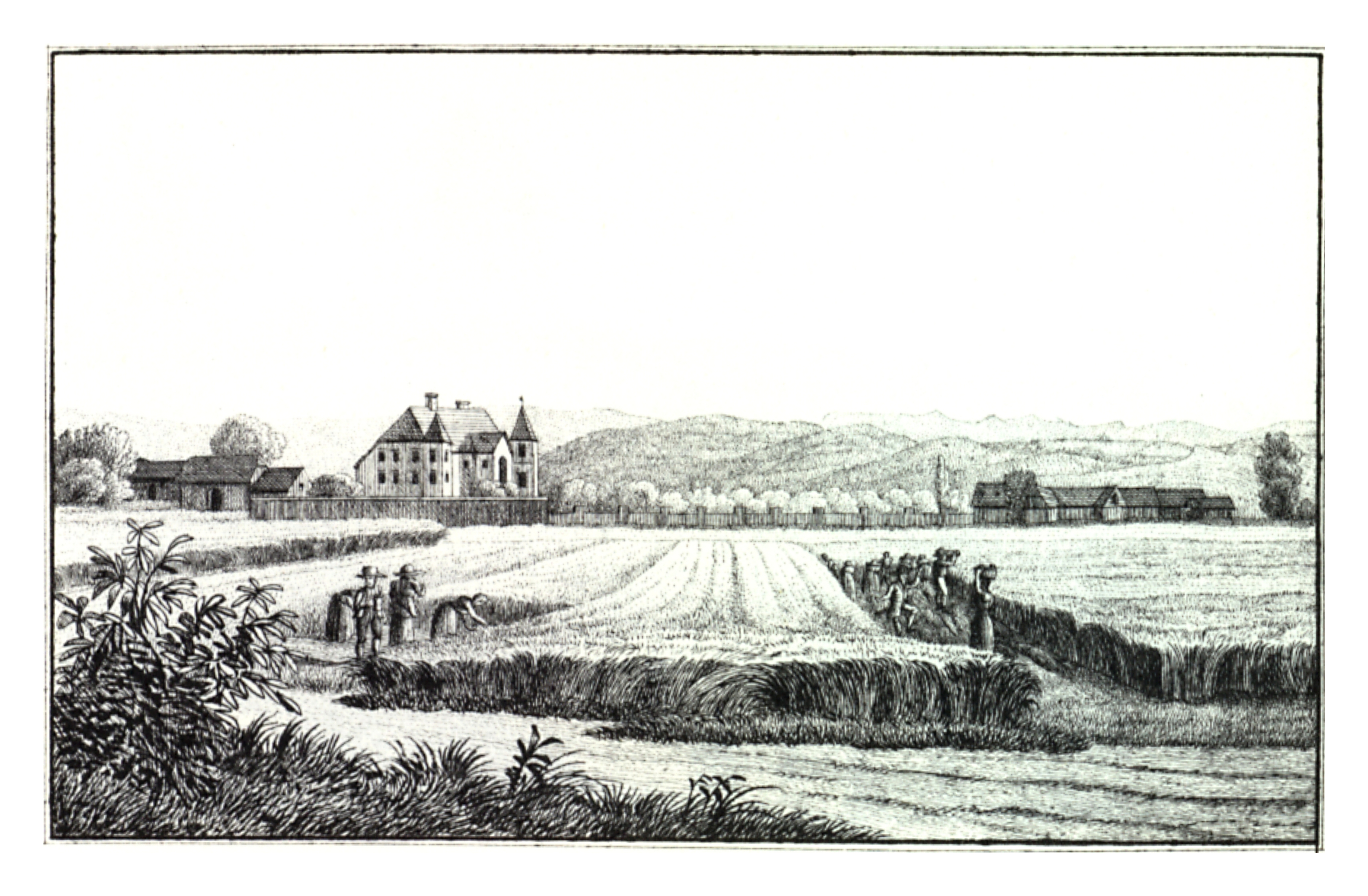
Schloss Finkenegg, südöstlich von Wildon, um 1830,
Lith. Anstalt J.F. Kaiser, Graz

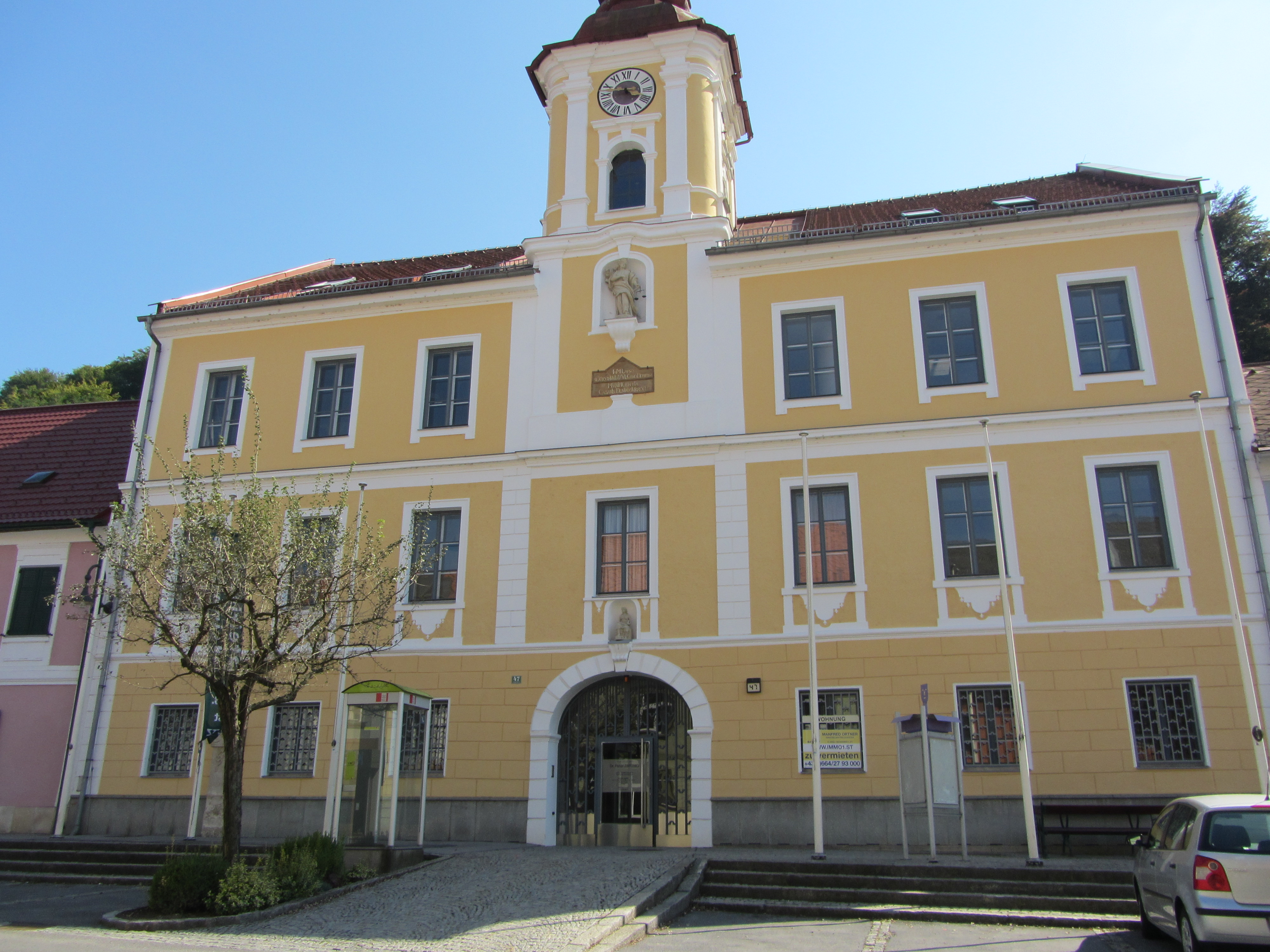
Ehemaliges Bezirksgericht mit Steinpranger

Wildon (betont auf der zweiten, langgesprochenen Silbe) ist eine Marktgemeinde in der südlichen Steiermark mit 5749 Einwohnern (Stand 1. Jänner 2024) und gehört zum Bezirk Leibnitz. Die Marktgemeinde liegt am Wildoner Berg, der das Leibnitzer Feld eingrenzt, direkt an der Mündung der Kainach in die Mur.

## Geografie
Wildon liegt beiderseits der Mur am Übergang zwischen Grazer Feld im Norden und Leibnitzer Feld im Süden. Der Westen der Gemeinde wird von der Kainach durchflossen, die nördlich des Ortszentrums am Fuß des Wildoner Berges in die Mur mündet. Im Nordosten hat die Gemeinde einen kleinen Anteil am Oststeirischen Hügelland, im Nordwesten liegt das Südende des Kaiserwaldes.

### Gemeindegliederung
Das Gemeindegebiet umfasst neun Ortschaften (in Klammern Einwohnerzahl Stand 1. Jänner 2024):
- Afram (149)
- Aug (138)
- Kainach bei Wildon (265)
- Lichendorf (117)
- Neudorf ob Wildon (292)
- Stocking (456)
- Sukdull (409)
- Weitendorf (1283)
- Wildon (2640)

Die Gemeinde besteht aus sechs Katastralgemeinden (Fläche Stand 31. Dezember 2023):
- Kainach (364,71 ha)
- Stocking (566,91 ha)
- Sukdull (592,45 ha)
- Unterhaus (374,43 ha)
- Weitendorf (1.023,75 ha)
- Wildon (349,85 ha)

### Eingemeindungen
Im Rahmen der Gemeindestrukturreform in der Steiermark ist Wildon seit 2015 mit den Gemeinde Weitendorf und Teile der ehemaligen Gemeinde Stocking zusammengeschlossen und führt den Namen Wildon weiter. Grundlage dafür ist das Steiermärkische Gemeindestrukturreformgesetz – StGsrG.

### Nachbargemeinden
Wildon hat elf Nachbargemeinden, vier davon liegen im Bezirk Graz-Umgebung (GU).
| Wundschuh (GU)    | Werndorf (GU)Fernitz-Mellach (GU)           | Heiligenkreuz am WaasenAllerheiligen bei Wildon |
| Dobl-Zwaring (GU) | Kompassrose, die auf Nachbargemeinden zeigt | Sankt Georgen an der Stiefing                   |
| Hengsberg         | LangLebring-Sankt Margarethen               | Ragnitz                                         |

## Geschichte
Erste Dörfer standen bereits in der Jungsteinzeit (um 4000 v. Chr.) an der strategisch günstigen Stelle im Mündungsgebiet von Kainach und Mur. Archäologische Funde am benachbarten Buchkogel bestätigen dies. Aus der späten Urnenfeldzeit stammt ein Gräberfeld, das in der Nähe der Hauptschule entdeckt wurde. Archäologische Grabungen am Bocksberg legten ein Grab aus der Lasinjakultur (frühe Kupferzeit) frei, bei dem Reste einer Feuerbestattung (Leichenbrand) in einer Schüssel bestattet worden waren. Das Alter dieser Bestattung wurde mit etwa 6000 Jahren bestätigt, es handelt sich somit um das älteste Grab der Steiermark.
Der Ortsname ist in seiner Bedeutung nicht abschließend entschlüsselt. Die Möglichkeiten reichen vom keltischen „fialdunum“ (gastfreundlicher Ort) über das slawische „bilo donje“ (Ort auf halber Höhe) bis zur „Wilde“ (die mittelhochdeutsche Bedeutung für Stute), die die Pferdefamilie mit dem größten Berg „Hengst“ und dem kleinsten „Ful“ (Fohlen) vervollständigen würde.
Im Frühmittelalter (um 1000 n. Chr.) lag die Hengistburg, das Zentrum der damaligen Mark an der mittleren Mur, vermutlich am Wildoner Schloßberg. Sie sollte die Grenze zum Osten sichern. Seit dem 12. Jahrhundert folgten der Hengistburg mehrere nebeneinander bestehende Burgen nach: Das landesfürstliche Lehen Altwildon (erstmals erwähnt 1173), Sitz des angesehenen und mächtigen Geschlechtes der Herren von Wildon, die erzbischöflich-salzburgische Burg Neu-Wildon am Plateau sowie das Haus Ful und der Turm Hengst auf halber Höhe sperrten den Weg vom Grazer in das Leibnitzer Feld.
Erstmals erwähnt wurde der Ort 1219. Der Ort ist vor allem bekannt durch die Verbindung mit dem Minnedichter Herrand von Wildonie (Herrand II. von Wildon), der um die Mitte des 13. Jahrhunderts auch politisch tätig war. Die Wappenfarben der Wildonier, weiß-grün, haben zu dieser Zeit auch die damaligen Landesfarben der Steiermark, schwarz-weiß, verdrängt und auch der Steirer-Panther war das Wappentier der Wildoner. Der Ort erhielt noch Anfang des 13. Jahrhunderts Marktrechte und das Recht zur eigenen Befestigung. 1292 war Wildon Ausgangspunkt der Kämpfe des Landsberger Bundes, eines Aufstandes steirischer Adeliger gegen den Habsburger Albrecht I.
Die Riegersburg war einst Wildoner Besitz. Kaiserliche Truppen belagerten in der Baumkircher Fehde um 1470 Wildon über ein Jahr, ehe es erobert werden konnte. Es entstand die landesfürstliche Herrschaft Oberwildon. Grundherren waren ab 1624 dann die Eggenberger, mit deren Herrschaft ein ausgedehntes Landgericht verbunden war.
1680 blieb Wildon von der Pest verschont, zum Dank wurde die Mariensäule (Pestsäule) am Hauptplatz errichtet. Zwischen 1796 und 1809 zogen mehrmals französische Besatzungstruppen durch. Nach dem Zweiten Weltkrieg gehörte Wildon zunächst zur sowjetischen, dann zur britischen Besatzungszone. 1955 wurde die Gemeinde Unterhaus eingemeindet.

### Bevölkerungsentwicklung
| Wildon: Einwohnerzahlen von 1869 bis 2024           | Wildon: Einwohnerzahlen von 1869 bis 2024 | Wildon: Einwohnerzahlen von 1869 bis 2024 | Wildon: Einwohnerzahlen von 1869 bis 2024 | Wildon: Einwohnerzahlen von 1869 bis 2024 |
| --------------------------------------------------- | ----------------------------------------- | ----------------------------------------- | ----------------------------------------- | ----------------------------------------- |
| Jahr                                                |                                           |                                           |                                           | Einwohner                                 |
| 1869                                                | 1869                                      |                                           | 3.093                                     | 3.093                                     |
| 1880                                                | 1880                                      |                                           | 3.442                                     | 3.442                                     |
| 1890                                                | 1890                                      |                                           | 3.475                                     | 3.475                                     |
| 1900                                                | 1900                                      |                                           | 3.523                                     | 3.523                                     |
| 1910                                                | 1910                                      |                                           | 3.852                                     | 3.852                                     |
| 1923                                                | 1923                                      |                                           | 3.849                                     | 3.849                                     |
| 1934                                                | 1934                                      |                                           | 3.943                                     | 3.943                                     |
| 1939                                                | 1939                                      |                                           | 4.026                                     | 4.026                                     |
| 1951                                                | 1951                                      |                                           | 4.391                                     | 4.391                                     |
| 1961                                                | 1961                                      |                                           | 4.312                                     | 4.312                                     |
| 1971                                                | 1971                                      |                                           | 4.329                                     | 4.329                                     |
| 1981                                                | 1981                                      |                                           | 4.288                                     | 4.288                                     |
| 1991                                                | 1991                                      |                                           | 4.370                                     | 4.370                                     |
| 2001                                                | 2001                                      |                                           | 4.863                                     | 4.863                                     |
| 2011                                                | 2011                                      |                                           | 5.101                                     | 5.101                                     |
| 2021                                                | 2021                                      |                                           | 5.586                                     | 5.586                                     |
| 2024                                                | 2024                                      |                                           | 5.749                                     | 5.749                                     |
| Quelle(n): Statistik Austria, Gebietsstand 1.1.2021 |                                           |                                           |                                           |                                           |

## Kultur und Sehenswürdigkeiten

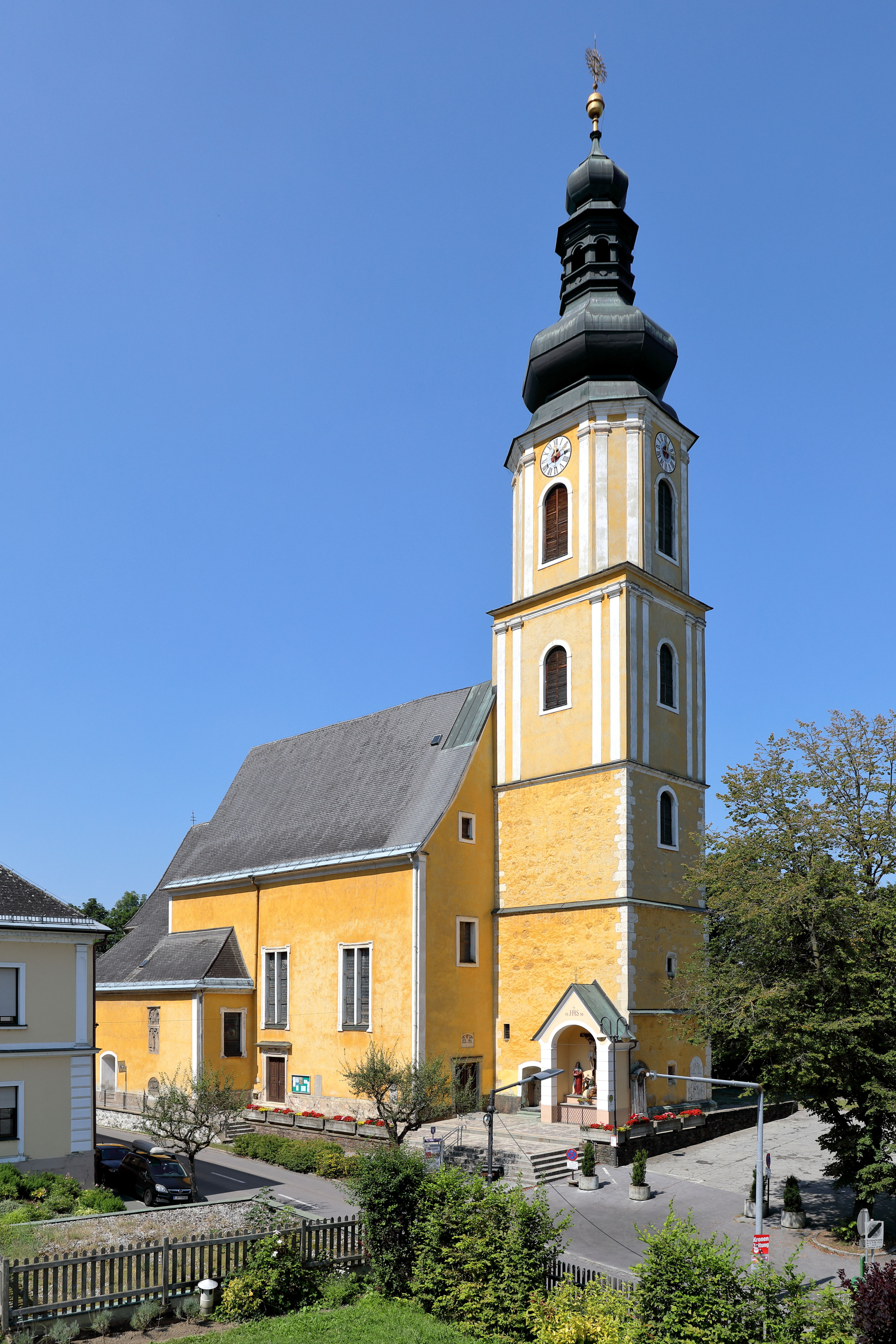
Katholische Pfarrkirche hl. Magdalena in Wildon

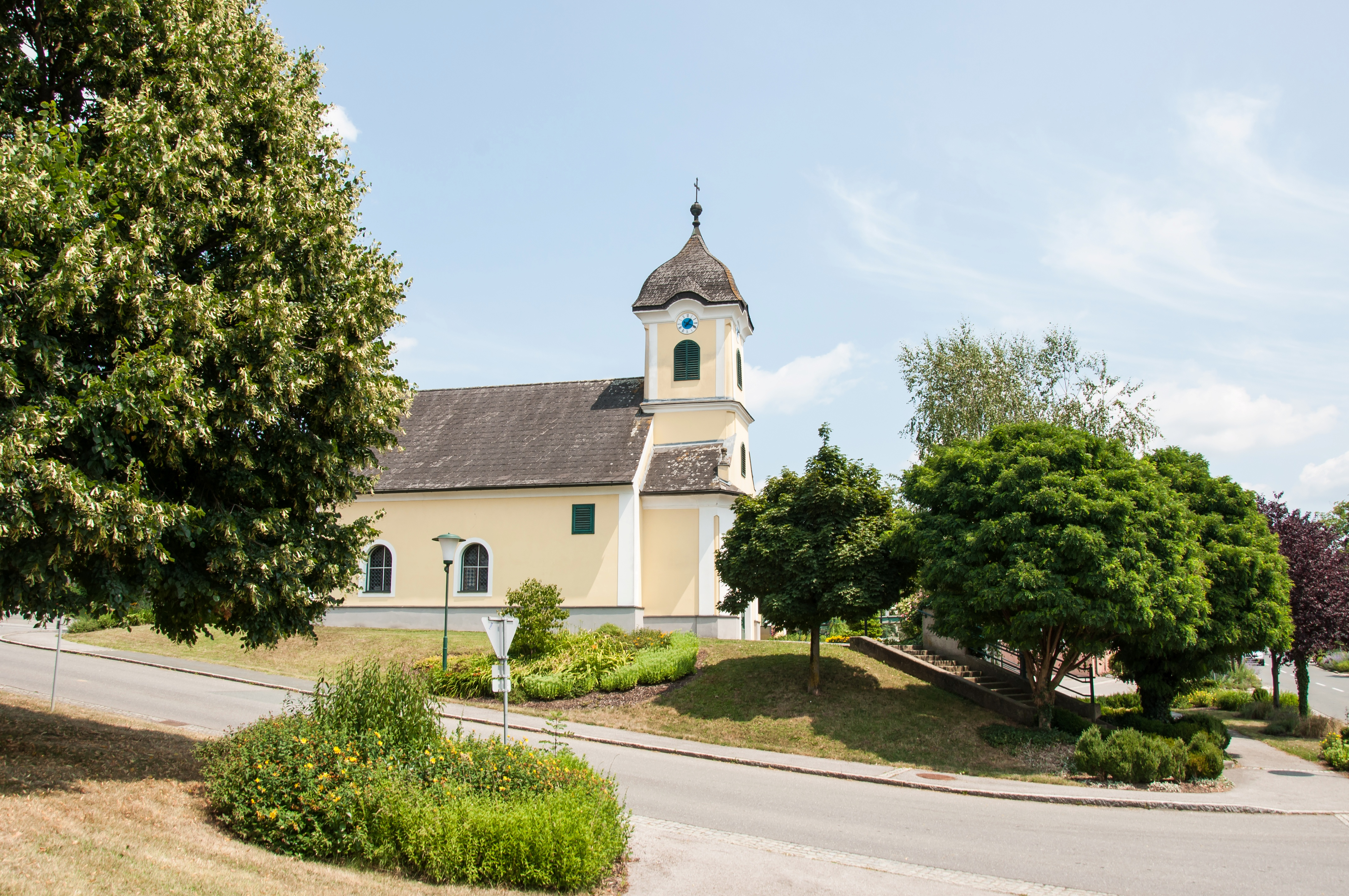
Dorfkapelle Weitendorf

- Wildon bildet zusammen seit 2009 mit den Gemeinden Hengsberg, Lang und Lebring-St. Margarethen die Kleinregion „Kulturpark Hengist“.

## Wirtschaft und Infrastruktur

### Verkehr
Wegen der Brücken über Kainach und Mur hatte der direkt an der Hauptstraße nach Triest liegende Markt eine wichtige Funktion im Verkehrsnetz. Flößerei und Schifffahrt auf der Mur brachten sowohl wirtschaftliche Vorteile als auch finanzielle Opfer, da an den Flüssen Uferschutzbauten errichtet werden mussten. Der ursprünglich wichtige Durchzugsverkehr entwickelte sich nach 1945 zur negativen Belastung, führte doch damals die so genannte „Gastarbeiterroute“ durch den engen Markt.
1974 blockierten die Wildoner die Grazer Straße B 67 und beschleunigten damit den Ausbau einer zwischenzeitlichen Umfahrung, bis später die Pyhrnautobahn A 9 fertiggestellt wurde.
Heute ist die Erreichbarkeit der Wirtschaftszentren durch Autobahn, Südbahn und den 15 km entfernten Flughafen Graz positiv zu bewerten.
Wildon kann von Graz aus mit der S-Bahn Linie S5 Richtung Spielfeld – Straß in 24 Minuten erreicht werden, die Züge verkehren stündlich, zur Hauptverkehrszeit in einem dichteren Intervall. Wildon liegt am Murradweg, ein kleiner Badesee lädt im Hochsommer zu einem Zwischenstopp ein.

### Betriebe
In Wildon befinden sich mehrere gastronomische Betriebe und kleinere und mittelständische Betriebe, z. B.:
- AKG Plastics (Kunststoffhohlkörper, seit 1962)
- Hereschwerke (Automation, Anlagenbau, ca. 200 Mitarbeiter)
- Der Basaltsteinbruch im 2015 eingemeindeten Ortsteil Weitendorf wurde längere Zeit von der Stadt Graz zur Deckung von Eigenbedarf betrieben. Am 4. März 2023 wurde veröffentlicht, dass die im Februar 2023 gegründete Wärmespeicher Weitendorf GmbH im (Grund-)Wasserkörper des Steinbruchs (1,9 Mio. m³ Volumen, 120 °C) in der Gemeinde Zwaring und im Ortsteil Weitendorf auf 50 ha Fläche gewonnene Sonnenwärme einspeichern soll, um via 3,5 km langer Leitung in die bestehende Fernwärmeleitung ,(ab Mellach) einzubinden und die Stadt Graz zu beliefern.[5][6]

### Schulen
Seit dem 16. Jahrhundert gibt es in Wildon Schulen. Derzeit werden folgende öffentliche Schulen und ein Kindergarten betrieben:
- Volksschule
- Mittelschule
- Herrand-von-Wildon Musikschule

### Sport
- SV Raiffeisen Wildon

### Sonstiges
Das Bezirksgericht in Wildon wurde 2002 aufgelassen.

## Politik

### Bürgermeister
Am 19. April 2023 wurde Christoph Grassmugg zum Bürgermeister gewählt. Sein Vorgänger Karl Kowald (ÖVP) wurde in der konstituierenden Sitzung des Gemeinderats am 18. Dezember 2020 zum Bürgermeister der Marktgemeinde Gemeinde gewählt.
Nach fünf Jahren von Helmut Walch (SPÖ) als Bürgermeister stellt nunmehr die Wildoner Volkspartei mit ihrer Mehrheit wieder den Bürgermeister.
Dem Gemeindevorstand gehören weiters der erste Vizebürgermeister Christoph Grassmugg (ÖVP), der zweite Vizebürgermeister Helmut Walch (SPÖ), der Gemeindekassier Werner Kammel (GRÜNE) und das Vorstandsmitglied Herbert Kicker (SPÖ) an.

### Gemeinderat
Der Gemeinderat besteht aus 25 Mitgliedern. Nach dem Ergebnis der Gemeinderatswahl 2020 setzt sich dieser wie folgt zusammen:
- 12 Mandate ÖVP
- 0 9 Mandate SPÖ
- 0 1 Mandat FPÖ
- 0 1 Mandat Projekt Wildon
- 0 2 Mandate Die Grünen Wildon

| Partei          | 2020    | 2020 | 2020  | 2015             | 2015             | 2015             | 2010             | 2010             | 2010             | 2010             | 2010             | 2010             | 2005             | 2005             | 2005             | 2005             | 2005             | 2005             | 2000             | 2000             | 2000             | 2000             | 2000             | 2000             |
| Partei          |         |      |       | Großgemeinde     | Großgemeinde     | Großgemeinde     | Wildon           | Wildon           | Wildon           | Weitendorf       | Weitendorf       | Weitendorf       | Wildon           | Wildon           | Wildon           | Weitendorf       | Weitendorf       | Weitendorf       | Wildon           | Wildon           | Wildon           | Weitendorf       | Weitendorf       | Weitendorf       |
| Partei          | Stimmen | %    | Mand. | St.              | %                | M.               | St.              | %                | M.               | St.              | %                | M.               | St.              | %                | M.               | St.              | %                | M.               | St.              | %                | M.               | St.              | %                | M.               |
| --------------- | ------- | ---- | ----- | ---------------- | ---------------- | ---------------- | ---------------- | ---------------- | ---------------- | ---------------- | ---------------- | ---------------- | ---------------- | ---------------- | ---------------- | ---------------- | ---------------- | ---------------- | ---------------- | ---------------- | ---------------- | ---------------- | ---------------- | ---------------- |
| ÖVP             | 1224    | 47   | 12    | 1069             | 37               | 10               | 757              | 59               | 11               | 487              | 48               | 8                | 612              | 49               | 8                | 507              | 54               | 8                | 692              | 54               | 9                | 455              | 50               | 8                |
| SPÖ             | 875     | 34   | 9     | 0727             | 25               | 07               | 190              | 15               | 02               | 420              | 41               | 6                | 330              | 27               | 4                | 435              | 46               | 7                | 265              | 21               | 3                | 198              | 22               | 3                |
| FPÖ             | 170     | 7    | 1     | 0618             | 22               | 05               | 044              | 03               | 0                | 040              | 04               | 0                | nicht kandidiert | nicht kandidiert | nicht kandidiert | nicht kandidiert | nicht kandidiert | nicht kandidiert | 192              | 15               | 2                | 107              | 12               | 2                |
| Die Grünen      | 215     | 8    | 2     | 0180             | 06               | 01               | 049              | 04               | 0                | 066              | 07               | 1                | 085              | 07               | 1                | nicht kandidiert | nicht kandidiert | nicht kandidiert | 138              | 11               | 1                | nicht kandidiert | nicht kandidiert | nicht kandidiert |
| Projekt Wildon  | 101     | 4    | 1     | 0275             | 10               | 02               | 199              | 16               | 02               | nicht kandidiert | nicht kandidiert | nicht kandidiert | 215              | 17               | 2                | nicht kandidiert | nicht kandidiert | nicht kandidiert | nicht kandidiert | nicht kandidiert | nicht kandidiert | nicht kandidiert | nicht kandidiert | nicht kandidiert |
| BZÖ             |         |      |       | nicht kandidiert | nicht kandidiert | nicht kandidiert | 034              | 03               | 0                | nicht kandidiert | nicht kandidiert | nicht kandidiert | nicht kandidiert | nicht kandidiert | nicht kandidiert | nicht kandidiert | nicht kandidiert | nicht kandidiert | nicht kandidiert | nicht kandidiert | nicht kandidiert | nicht kandidiert | nicht kandidiert | nicht kandidiert |
| K. Reiter-Haas  |         |      |       | nicht kandidiert | nicht kandidiert | nicht kandidiert | nicht kandidiert | nicht kandidiert | nicht kandidiert | nicht kandidiert | nicht kandidiert | nicht kandidiert | nicht kandidiert | nicht kandidiert | nicht kandidiert | nicht kandidiert | nicht kandidiert | nicht kandidiert | nicht kandidiert | nicht kandidiert | nicht kandidiert | 157              | 17               | 2                |
| Wahlberechtigte | 4573    | 4573 | 4573  | 4.343            | 4.343            | 4.343            | 2.052            | 2.052            | 2.052            | 1.256            | 1.256            | 1.256            | 1.855            | 1.855            | 1.855            | 1.201            | 1.201            | 1.201            | 1.770            | 1.770            | 1.770            | 1.116            | 1.116            | 1.116            |
| Wahlbeteiligung | 57 %    | 57 % | 57 %  | 67 %             | 67 %             | 67 %             | 63 %             | 63 %             | 63 %             | 82 %             | 82 %             | 82 %             | 68 %             | 68 %             | 68 %             | 81 %             | 81 %             | 81 %             | 73 %             | 73 %             | 73 %             | 84 %             | 84 %             | 84 %             |

### Wappen
Alle Vorgängergemeinden (Stocking, Weitendorf und Wildon) hatten ein Gemeindewappen.

Wappen der Vorgängergemeinden
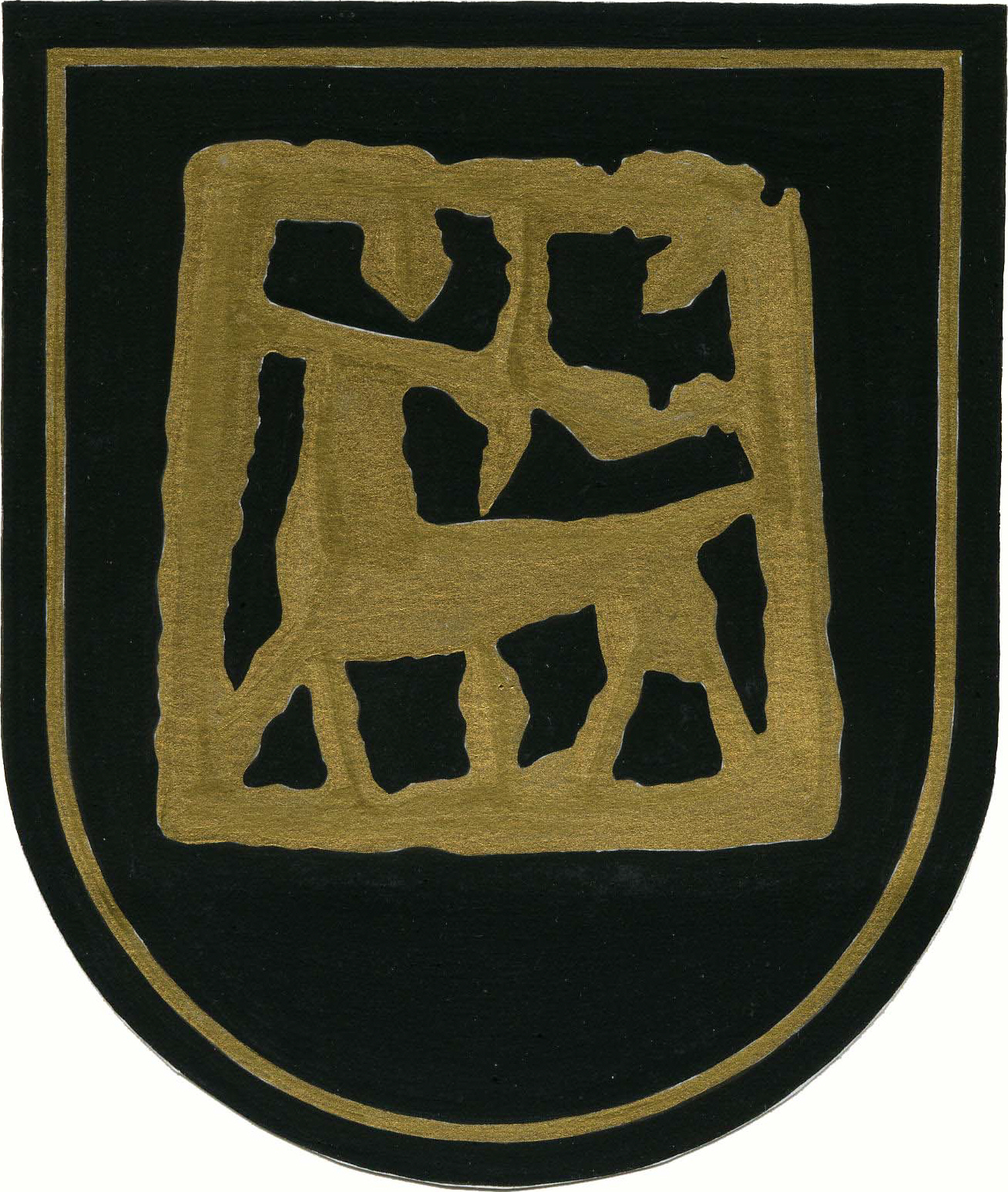
Weitendorf
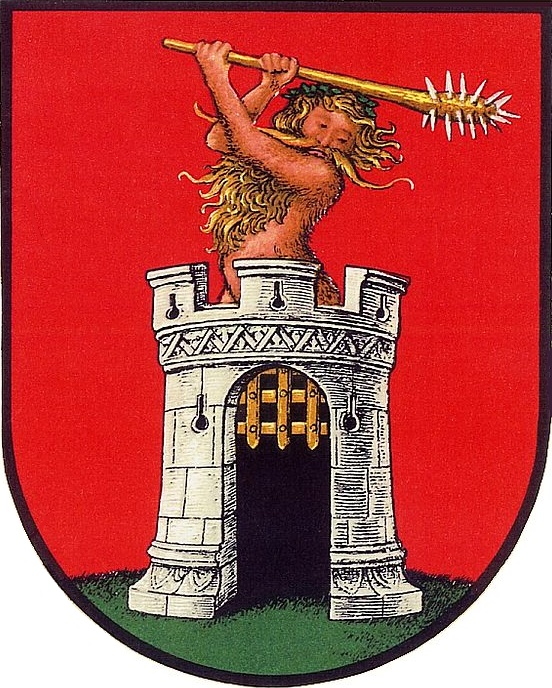
Wildon
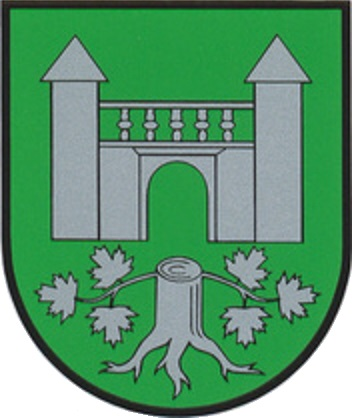
Stocking

Das Wildoner Wappen wurde am 17. November 1544 von König Ferdinand I. an die Bürgerschaft verliehen, vermutlich auf Intervention vom in Wildon ansässigen Grundherrn und Erbfeldzeugmeister Maximilian Leysser. Die Blasonierung lautete:
„Das Wappen zeigt in einem roten Schild auf einer grünen Wiese einen Turm. Der Turm ist aus weißen Quadern gemauert und hat ein goldenes Fallgitter. Aus den drei Zinnen erhebt sich die Gestalt eines bärtigen wilden Mannes, der über die rechte Schulter mit beiden Händen einen Streitkolben zum Streich führt.“
An dieses Wappen, das wohl lediglich den Ortsnamen mit der Eigenschaft „wild“ in Zusammenhang bringen will, knüpft sich auch die Sage vom Wilden Mann. Dieser soll der Sage nach in der sogenannten „Wilde-Mann-Höhle“ am Schlossberg gehaust und die Ortsbewohner drangsaliert und bedroht haben. Eine von ihm gefangene Jungfrau soll ihn mit einer Stricknadel geblendet und so wehrlos gemacht haben. Die Figur des wilden, keulenbewehrten Mannes verweist auf keltische Heroen (z. B. Dagda) und u. U. auf eine vorchristliche Nutzung der Höhle als Naturheiligtum.
Durch die Gemeindezusammenlegung wurde das Wappen ab 1. Jänner 2015 ungültig und wurde mit Wirkung vom 30. Oktober 2019 von der Steiermärkischen Landesregierung neuerlich verliehen.
Die neue Blasonierung lautet:
„In rotem Schild silbern ein gemauerter, schwarz gefugter Turm mit drei je von einer Schlüsselscharte schwarz durchbrochenen Zinnen und schwarz durchbrochenem, von je einer schwarz durchbrochenen Schlüsselscharte beseiteten Rundbogentor samt hochgezogenem goldenem Fallgitter. Aus dem Turm wachsend ein goldener langbärtiger Wilder Mann mit aufgesetztem, grün geflochtenem Kranz im krausen Haar, mit beiden Händen über sich einen silbernen, spitzenbewehrten Streitkolben zum Schlag führend.“

## Persönlichkeiten
- Herrand II. von Wildon (um 1230–um 1278), Minnesänger
- Andreas Hardter (1780–1816), Maler und Kunstpädagoge
- Adolf Wagner (1844–1918), Architekt und Maler
- Franz Wendl (1876–1963), Politiker
- Bruno Ortner (1889–1971), österreichischer Offizier, zuletzt Generalleutnant der Wehrmacht wohnte zeitweise dort
- Raimund Schittenhelm (* 1947), Kommandant der Landesverteidigungsakademie

## Historische Landkarten zum Gebiet von Wildon

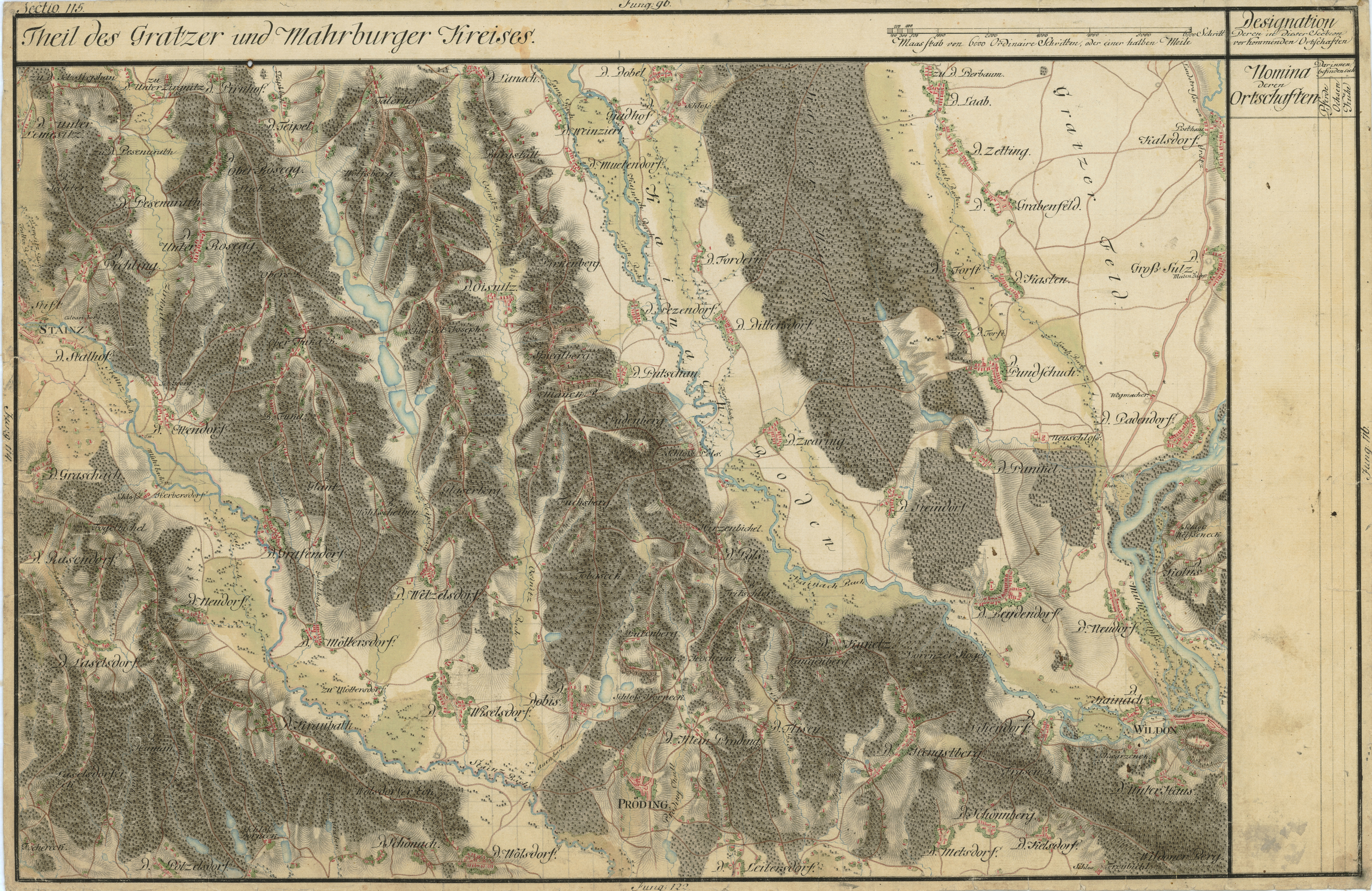
Josephinische Landesaufnahme, ca. 1790
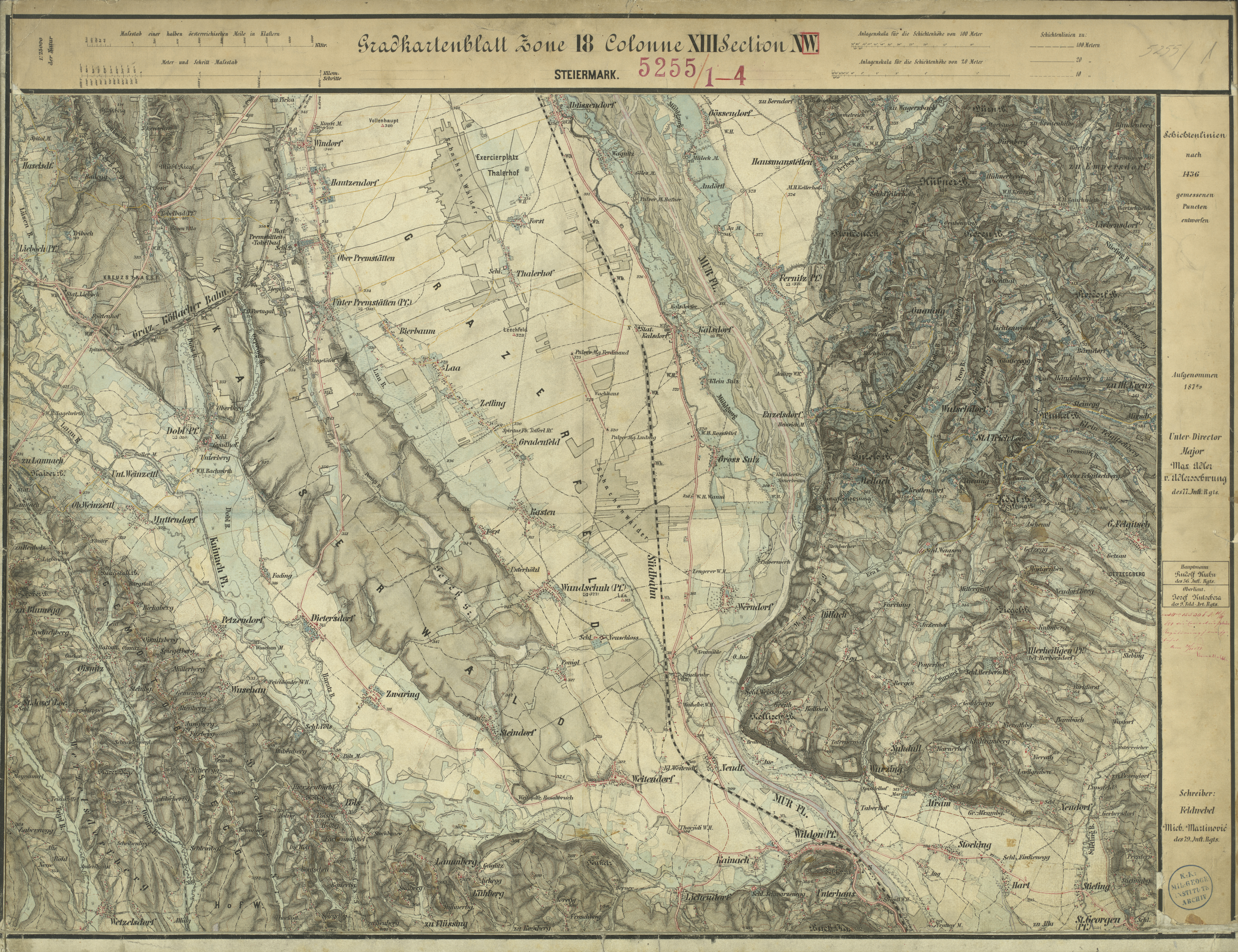
Wildon um 1879
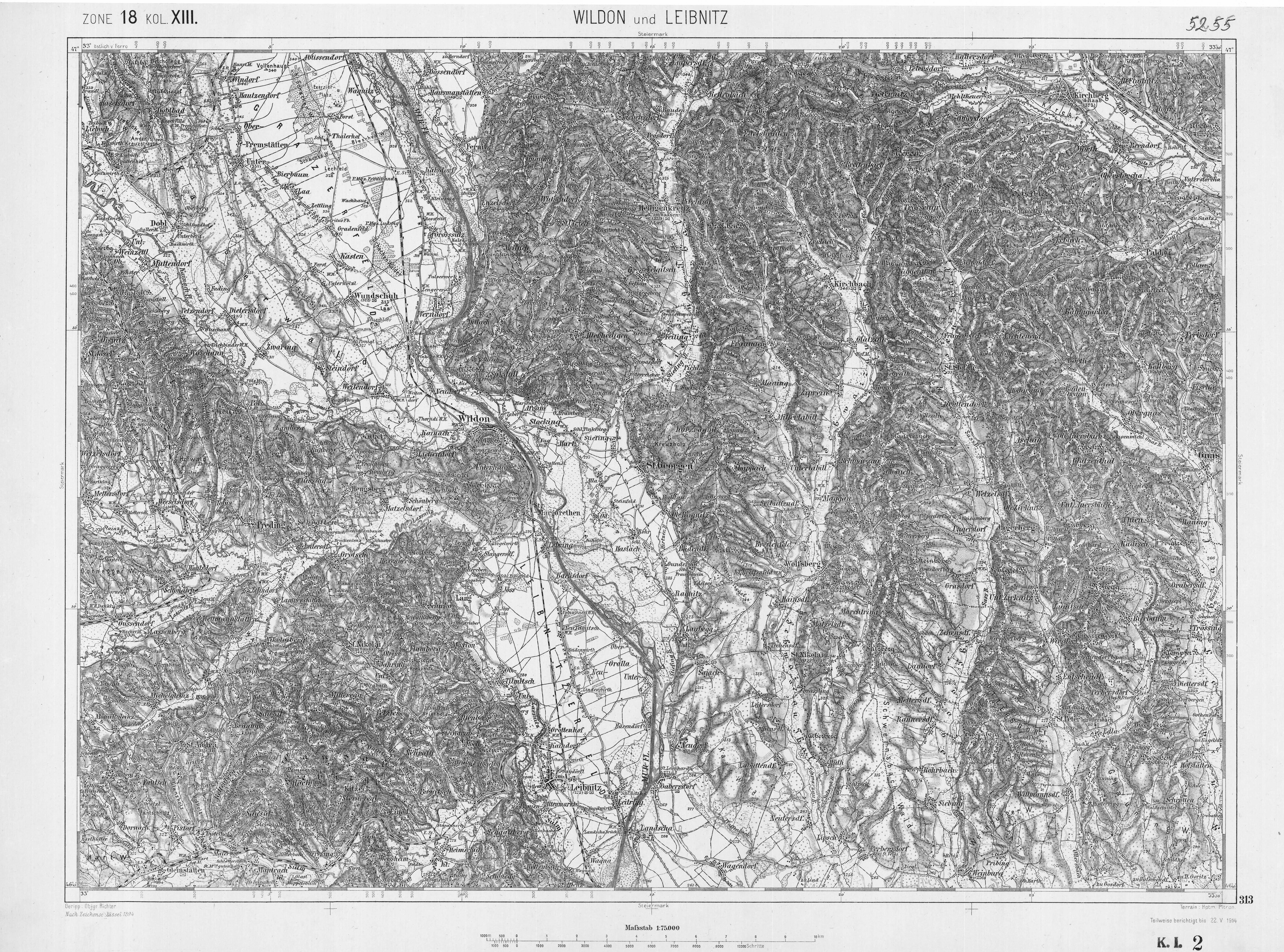
Franzisco-Josephinische Landesaufnahme, ca. 1910